# Corallina binangonensis
Corallina binangonensis Ishijima, 1944  é o nome botânico  de uma espécie  do gênero Corallina.
- São algas vermelhas, marinhas, pluricelulares.

## Sinonímia
Não apresenta sinônimos.